# 金富謙
金 富謙（キム・ブギョム、韓国語: 김부겸、1958年1月21日 - ）は、韓国の政治家。同国国務総理（第47代）、行政安全部長官を歴任した。

## 来歴
1958年1月21日、慶尚北道尚州郡（現・尚州市）出身。本貫は金海金氏。大邱小学校、大邱中学校、慶北高等学校を卒業後、1976年にソウル大学校に入学。在学中の1978年に反政府行為を禁じた大統領緊急措置第9号に違反したとして、1981年に兵役中だった軍から除隊。大学では11年かけて1987年に政治学の学士号を取得。1994年より延世大学校行政大学院に入学し1999年に行政修士を得た。
キリスト教徒。

### 政界入り
大学在学中の1986年に民主化運動をリードしていた民主統一民衆運動連合の幹事となり、政治運動に身を投じる。1988年にハンギョレ民主党の結党に参加。以降は民主党系の政党に所属し1991年より1994年まで民主党の報道官、1995年に党選挙対策委員会企画室長を務めた。
2000年4月の第16代総選挙で京畿道軍浦市選挙区から国会議員に初当選以降2012年まで3期12年（16・17・18代）務めた。2012年4月の第19代総選挙では選挙区を大邱広域市寿城区甲選挙区に移し出馬するも落選。2014年6月4日執行の大邱広域市長選挙に立候補得票率40.33％で落選した。2016年4月の第20代総選挙で当選し国政に返り咲き。2017年6月に文在寅政権で行政自治部長官に就任し、翌月に行政自治部は行政安全部に再編され初代長官となり、2019年4月まで務めた。退任後は国会にて外交統一委員。次期大統領候補とも目されたが、2020年4月の第21代総選挙で国民の力の朱豪英（後に院内代表）に敗れ再び落選した。
2020年8月の共に民主党の代表選挙に非議員の立場で立候補したが選挙では21.4％の得票にとどまり、60.8％の李洛淵前首相に大差で敗れた。
2021年4月16日、文在寅大統領より次期国務総理に指名され、5月13日に国会にて任命同意案が賛成168、反対5、棄権1、無効2票で承認されたが、最大野党・国民の力は採決に加わらなかった。
2022年大統領選挙当選者の尹錫悦の就任後の2022年5月12日に退任。同時に政界引退。引退後は京畿道楊平郡の田園住宅に住んでいる。

## 家族
予備役韓国空軍中領の父親は高校2年生の時に結婚したため、金富謙との年齢差は19歳しかない。
女優のユン・セインは娘、その夫は実業家の崔昌根の息子（2015年結婚）。経済史学者、元ソウル大学校教授の李栄薫は妻の兄。

## エピソード
民主化運動時期は3回も投獄されたことがある。
初当選時は保守政党・ハンナラ党の所属で、元喜龍をハンナラ党に引き込んだ人でもあるが、後に自分が進歩政党のウリ党に移った。
第21代総選挙で金に勝った朱豪英とは30年以上の知り合いである。1984年、金が慶北大学校の北門近くでコピー店を運営した際、朱の妻がその大学で修士論文を準備したため知り合った。それ以降も交流があって、2004年に共に国会議員に当選した以来は私的場面で兄弟のように過ごしたという。
総理在任中の2022年3月3日に新型コロナウイルス感染症に確診。
総理の退任直前の2022年3月14日、朝鮮日報は尹錫悦政権の初代国務総理として金を留任する案が検討されると報じた。大統領職引継委員会企画委員長の元喜龍はラジオ番組でこの案を評価したが、大統領当選者の尹錫悦側は「検討したことがない」と否定した。